# Pterygodium hallii
Pterygodium hallii är en orkidéart som först beskrevs av Edmund André Charles Lois Eloi `Ted' Schelpe, och fick sitt nu gällande namn av Hubert Kurzweil och Hans Peter Linder. Pterygodium hallii ingår i släktet Pterygodium och familjen orkidéer. Inga underarter finns listade i Catalogue of Life.